# Noir et blanc (lapin)
Pour les articles homonymes, voir Noir et Blanc.
Le noir et blanc est une race de lapin domestique originaire d’Angleterre, issue du croisement entre des lapins feux noirs et des lapins chinchillas.

## Origine
Ce lapin est apparu dans les années 1920 en Angleterre sous le nom de « Silver fox ». Des lapins aux coloris similaires sont signalés ailleurs en Europe (Belgique, Pays-Bas, Allemagne), dans des portées de lapins chinchillas, mais ils ne connurent pas la même destinée que leurs homologues anglais et furent vite abandonnés. La race se développe en Europe dans la seconde moitié du XXe siècle, et est admise en France en 1972 sous la dénomination de « Renard argenté » avant d’être renommée « noir et blanc » en 1984.

## Description
Le noir et blanc est un lapin de taille moyenne qui pèse entre 2,5 et 4,25 kg. Il a un corps trapu et bien arrondi. Sa tête courte, forte et large porte deux oreilles droites et robustes de 10,5 à 13 cm. Un fanon est toléré chez la femelle. La fourrure est de longueur moyenne, très dense et bien lustrée. Elle est originellement noire et blanche, mais il existe des variétés marron et blanches et bleue et blanches.

## Aptitudes
Ce lapin peut être mis à la reproduction à l’âge de 8 à 10 mois. Sa prolificité varie entre 5 et 11 lapins avec une moyenne de 7. C’est une race à caractère très docile.

## Diffusion
Le noir et blanc est moyennement répandu en France avec 110 éleveurs, ce chiffre étant en constante diminution.